# Харьковские романтики
Харьковские романтики — группа украинских молодых поэтов — профессоров и студентов Харьковского университета 1830—1840 годов. Участники кружка издавали журналы Украинский вестник и Украинскій Альманахъ.

## Участники
- Квитка-Основьяненко, Григорий Фёдорович
- Гулак-Артемовский, Пётр Петрович
- Боровиковский, Лев Иванович
- Гребёнка, Евгений Павлович
- Росковшенко, Иван Васильевич
- Евецкий, Орест Степанович
- Метлинский, Амвросий Лукьянович
- Корсун, Александр Алексеевич
- Шпигоцкий, Афанасий Григорьевич

## Украинский вестник
В «Украинском вестнике», помимо переводных материалов преимущественно из науки и искусства и статей на общекультурные, религиозные и философские темы, помещены были и статьи по истории Украины (М. Маркова, М. Грибовского), этнографии (А. Левшина), экономики (В. Каразина), педагогики и литературы (Р. Гонорского), литературной и театральной критики (Е. Филомафитского). Печатались произведения известных просветителей и учёных — А. Полицина, П. Любавского.
В «Украинском вестнике» впервые появились на украинском языке произведения П. Гулака-Артемовского «Пан и собака» и другие его басни и статьи. Ценные статьи о жизни и деятельности Г. Сковороды и воспоминания И. Вернета и Г. Гесс-де-Кальве; стихи местных поэтов в духе романтизма; юморески («Письма к издателям…») Г. Квитки-Основьяненко (псевдоним Фалалей Повинухин) и его статьи о Харькове.

## Украинский Альманах
Это был один из первых украинских альманахов. Издавался на русском и украинском языках в 1831 году в Харькове Измаилом Срезневским вместе с Иваном Росковшенко и другими членами группы.
В «Украинском Альманахе» были напечатаны произведения Л. Боровиковского, Е. Гребёнки, Ивана Росковшенко, Ф. Морачевского, А. Шпигоцкого и др., записи украинских баллад и дум, переводы Пушкина, Адама Мицкевича и пр.
Помещенный Орестом Евецким прозаический отрывок «Гаркуша» (повествующий об известном предводителе крестьянских восстаний) вмещал образцы украинского разговорного языка.
Поэтические произведения, которые появились на страницах Альманаха были, в основном, романтического содержания. Кроме того, в альманахе были опубликованы статьи научного и литературно-критического характера («О изящном в природе», «Несколько замечаний о критике», «Мысли и замечания»).
Из-за отсутствия необходимого количества средств, намеченные к печати следующие альманахи, не вышли в свет.